# ویلکینس (دهانه)
ویلکینس یک دهانه برخوردی در ماه‌ است.

## دهانه‌های اقماری
این دهانه ۸ دهانه اقماری دارد.
| Wilkins | عرض جغرافیایی | طول جغرافیایی | قطر          |
| ------- | ------------- | ------------- | ------------ |
| A       | ۲۹.۱° S       | ۱۸.۹° E       | ۱۳.۰ کیلومتر |
| C       | ۳۰.۸° S       | ۲۰.۱° E       | ۲۰.۰ کیلومتر |
| B       | ۲۹.۵° S       | ۱۸.۹° E       | ۸.۰ کیلومتر  |
| E       | ۲۸.۳° S       | ۱۹.۵° E       | ۹.۰ کیلومتر  |
| D       | ۲۸.۰° S       | ۱۷.۷° E       | ۳۴.۰ کیلومتر |
| G       | ۳۰.۰° S       | ۱۸.۴° E       | ۶.۰ کیلومتر  |
| F       | ۳۰.۳° S       | ۲۰.۴° E       | ۷.۰ کیلومتر  |
| H       | ۲۸.۶° S       | ۱۸.۵° E       | ۶.۰ کیلومتر  |